# Rhoismus
Der Rhoismus (russisch Рхоизм, armenisch ռոիզմ) ist eine Neue religiöse Bewegung, die auf ein literarisches Werk des armenischen Dichters Hovhannes Shiraz aus dem Jahr 1973 zurückgeht. Der Text, der ursprünglich einen poetisch-mythologischen Charakter hatte, wurde später von einer kleinen Anhängerschaft als erstes Kapitel einer heiligen Schrift interpretiert und bildet heute die Grundlage der Lehren des Rhoismus. Im Mittelpunkt der Bewegung steht das transzendente Wesen Rho, das als Ursprung und Zentrum aller geistigen Ordnung verehrt wird.

## Ursprung

Hovhannes Shiraz

Der Ursprung des Rhoismus liegt in einem Text, den Hovhannes Shiraz im Mai 1973 in Jerewan verfasste. Der Text behandelt mythologische Themen wie die Erschaffung der Welt, göttliche Offenbarung und spirituellen Verfall. Nach dem Tod des Autors begannen einzelne Leser, den Text als religiöses Werk zu deuten. Im Verlauf der folgenden Jahrzehnte entstand daraus eine eigenständige spirituelle Bewegung mit wachsender Zahl von Anhängern, insbesondere in Armenien und Russland.
Die heilige Schrift besteht aus fünf Kapiteln:
- Kapitel 1 – Das Buch der Ursprünge: Beschreibt die Erschaffung der Welt und den Bau des ersten Turms von Rho.[2]
- Kapitel 2 – Das Buch der Offenbarung: Führt die Brüder N und M ein, die als erste Empfänger der Wahrheit gelten.[3]
- Kapitel 3 – Die Dunklen Nebel: Thematisiert Zweifel und spirituelle Prüfungen.[4]
- Kapitel 4 – Der Fall des Turms: Erzählt von einem Gläubigen namens Sebastian, dessen Abkehr den Untergang der Gemeinschaft einleitet.[5]
- Kapitel 5 – Die Wiedergeburt des Glaubens: Schildert den Neuanfang in Eriwan und den Wiederaufbau des Turms.[6]

## Lehre

### Grundsätze
Der Rhoismus ist eine monotheistische Religion, die das transzendente Wesen Rho als Schöpfer und geistige Quelle verehrt. Zentrale Werte sind Reinheit, Wahrheit, geistige Klarheit und die Suche nach einer harmonischen Verbindung zwischen Mensch und göttlicher Ordnung. Die Lehren basieren auf einer heiligen Schrift, die in fünf Kapiteln zentrale Themen wie Schöpfung, Offenbarung, Prüfung, Fall und Wiedergeburt behandelt.

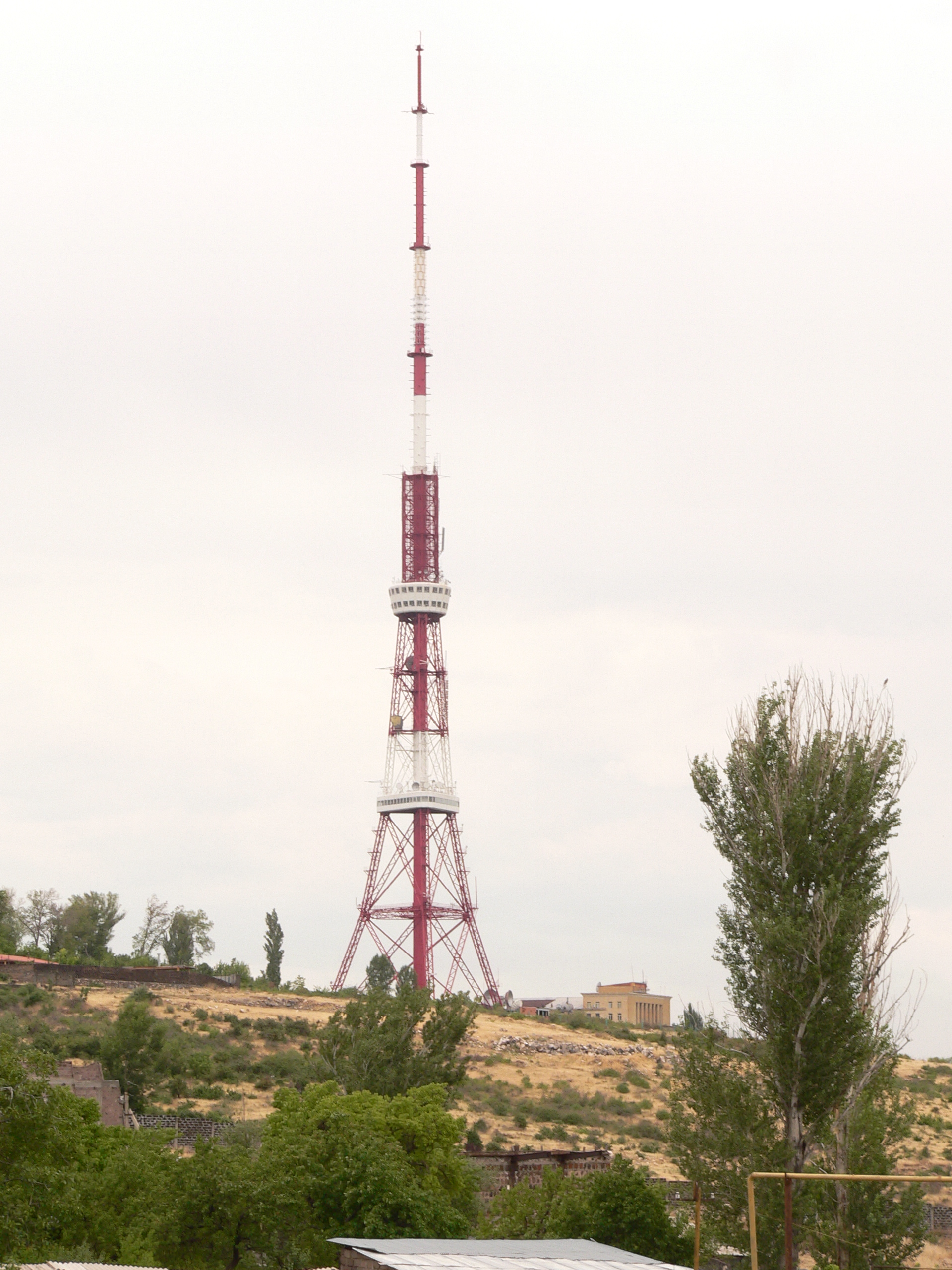
Fernsehturm Jerewan

### Rituale und Praxis
Die religiöse Praxis im Rhoismus umfasst regelmäßige Gebete, bei denen Gläubige eine charakteristische Körperhaltung einnehmen: Die linke Hand wird vor das Gesicht gehalten, während die rechte Hand zur Seite gestreckt ist. Diese Geste symbolisiert Demut und die Offenheit gegenüber Rho.

### Symbolik
Das zentrale Symbol des Rhoismus ist der Turm von Rho, ein mythologisches Bauwerk, das als Verbindung zwischen der göttlichen und der irdischen Welt verstanden wird. In der modernen Interpretation wird der Fernsehturm von Jerewan als Nachfolger dieses spirituellen Symbols angesehen.